# Вејко (Џорџија)
Вејко (енгл. Waco) град је у америчкој савезној држави Џорџија. По попису становништва из 2010. у њему је живело 516 становника.

## Демографија
Према попису становништва из 2010. у граду је живело 516 становника, што је 47 (10,0%) становника више него 2000. године.
| Група             | 2000.       | 2010.       |
| Белци             | 455 (97,0%) | 499 (96,7%) |
| Афроамериканци    | 7 (1,5%)    | 7 (1,4%)    |
| Азијати           | 0 (0,0%)    | 1 (0,2%)    |
| Хиспаноамериканци | 0 (0,0%)    | 6 (1,2%)    |
| Укупно            | 469         | 516         |